# Анте Врбан
Анте Врбан (Пејакуша, код Госпића, 15. јануар 1908 — Загреб, 31. август 1948) је био бојник (мајор) Усташке војнице и касније ХОС, замјеник заповједника логора Стара Градишка за вријеме Другог свјетског рата. Послије рата је ухваћен, осуђен на смрт и обешен.

## Биографија
Прије рата је радио као трговачки помоћник. Послије образовања НДХ приступио је у Усташку војницу. У лето 1941. учествовао је у убиствима Срба у Лици, као и у ликвидацијама Јевреја у Јадовну.
У логор Стара Градишка је стигао 13. новембра 1941. и са собом довео групу ухваћених масона. Неко вријеме је био замјеник команданта логора Миле Орешковића. На суђењу послије рата признао је да је отровао 63 болесне дјеце гасом циклон Б.
Учествовао је у бици на Лијевчу пољу. Послије слома НДХ повукао се у Аустрију, али се 1946. вратио на кратко у Хрватску да успостави везу са крижарима. Следеће године УДБА га је ухватила на Папуку, заједно са Љубом Милошем. На суђењу пред Врховним судом НР Хрватске са убаченим усташама ухваћеним у операцији Гвардијан, Врбан је осуђен на смрт вјешањем.